# Coalition rouge-rouge-verte
Une coalition rouge-rouge-verte (en allemand : Rot-rot-grüne Koalition) est un type de coalition gouvernementale allemande de gauche.
Elle rassemble le Parti social-démocrate d'Allemagne (SPD) et Die Linke, dont les couleurs sont le rouge, ainsi que l'Alliance 90 / Les Verts (Grünen), dont la couleur est le vert.

## Histoire
Ce type d'alliance à trois est devenu mathématiquement envisageable avec l'émergence du Parti du socialisme démocratique (PDS) à la suite de la réunification allemande. Ainsi une telle coalition disposait hypothétiquement de la majorité à Berlin dès 1990, dans le Brandebourg en 1990 ou en Saxe-Anhalt en 1994. Cependant, d'autres associations lui ont toujours été préférées.
En Saxe-Anhalt en 1994, à Berlin en 1999 et en Rhénanie-du-Nord-Westphalie en 2010, une majorité intermédiaire a été trouvée, suivant le modèle de Magdebourg. Cela implique une coalition rouge-verte minoritaire, qui bénéficie du soutien sans participation du PDS.
À la suite des élections législatives fédérales anticipées du 18 septembre 2005, les trois forces de gauche comptent 327 députés fédéraux sur 614 au Bundestag, mais le SPD finira par former une grande coalition. Il en va de même aux élections législatives fédérales du 22 septembre 2013, qui voient les trois partis remporter 320 sièges sur 631.
Les élections régionales de 2014 en Thuringe débouchent sur une majorité de gauche dominée par Die Linke. Les trois partis décident alors de gouverner ensemble et forment, le 5 décembre, la première « coalition rouge-rouge-verte » à un niveau gouvernemental.
En 2016, les élections régionales berlinoises permettent la formation d'une seconde coalition rouge-rouge-verte, cette fois dirigée par un social-démocrate.
À la suite des élections régionales de 2019 à Brême, reconduire la coalition rouge-verte s'avère impossible. Die Linke rejoint alors le gouvernement avec le SPD et les Verts pour former la troisième coalition rouge-rouge-verte.

## Au niveau des Länder

### Thuringe
| Députés | Dates                                                     | Ministre-président | Ministre-président | Ministre-président | Cabinet   |
| ------- | --------------------------------------------------------- | ------------------ | ------------------ | ------------------ | --------- |
| 46 / 91 | 5 décembre 2014 – 5 février 2020 (5 ans et 2 mois)        |                    | Bodo Ramelow       | Linke              | Ramelow I |
| 42 / 90 | 4 mars 2020 – 13 décembre 2024 (4 ans, 9 mois et 9 jours) | Ramelow II         | Bodo Ramelow       | Linke              |           |

### Berlin
| Députés  | Dates                                                      | Bourgmestre-gouverneur | Bourgmestre-gouverneur | Bourgmestre-gouverneur | Sénat     |
| -------- | ---------------------------------------------------------- | ---------------------- | ---------------------- | ---------------------- | --------- |
| 92 / 160 | 8 décembre 2016 – 21 décembre 2021 (5 ans et 13 jours)     |                        | Michael Müller         | SPD                    | Müller II |
| 92 / 147 | 21 décembre 2021 – 27 avril 2023 (1 an, 4 mois et 6 jours) |                        | Franziska Giffey       | SPD                    | Giffey    |

### Brême
| Députés | Dates                                                      | Président du Sénat | Président du Sénat   | Président du Sénat | Sénat          |
| ------- | ---------------------------------------------------------- | ------------------ | -------------------- | ------------------ | -------------- |
| 49 / 84 | 15 août 2019 – 5 juillet 2023 (3 ans, 10 mois et 20 jours) |                    | Andreas Bovenschulte | SPD                | Bovenschulte I |
| 48 / 87 | Depuis le 5 juillet 2023 (1 an, 8 mois et 8 jours)         | Bovenschulte II    | Andreas Bovenschulte | SPD                |                |